# Girl I'm Gonna Miss You
Singles de Milli Vanilli
Blame It on the Rain
(1989) All or Nothing
(1990)
Girl i'm gonna miss you est une chanson enregistrée par Milli Vanilli. La chanson s'est classé # 1 sur le Billboard Hot 100 le 23 septembre 1989. Elle  est également parvenu à # 2 au UK singles chart.

## Titres
CD-Maxi
1. "Girl I'm Gonna Miss You" (Long Version) (6:40)
2. "More Than You'll Ever Know" (3:54)
3. "Can't You Feel My Love" (3:33)
4. "Girl I'm Gonna Miss You" (Single Version) (4:32)

7"-Maxi
1. "Girl I'm Gonna Miss You" (4:19)
2. "Can't You Feel My Love" (3:33)

12"-Maxi - UK
1. "Girl I'm Gonna Miss You" (Long Version) (6:38)
2. "Can't You Feel My Love" (3:32)
3. "Baby Don't Forget My Number" (European Mix) (4:55)
4. "Girl I'm Gonna Miss You" (7 Inch Version) (4:19)

12"-Maxi - Germany
1. "Girl I'm Gonna Miss You" (Long Version) (6:38)
2. "More Than You'll Ever Know" (3:50)
3. "Can't You Feel My Love" (3:33)
4. "Girl I'm Gonna Miss You" (Single Version) (4:19)

Cassette
1. "Girl I'm Gonna Miss You"
2. "Can't You Feel My Love"
3. "Girl I'm Gonna Miss You"
4. "Can't You Feel My Love"

## Top
| Top (1989-1990),         | Meilleur position |
| ------------------------ | ----------------- |
| U.S. Billboard Hot 100   | 1                 |
| Australian Singles Chart | 3                 |
| Austrian Singles Chart   | 1                 |
| Dutch Singles Chart      | 1                 |
| French Singles Chart     | 3                 |
| German Singles Chart     | 2                 |
| Irish Singles Chart      | 2                 |
| Norwegian Singles Chart  | 4                 |
| Sweden Singles Chart     | 2                 |
| Swiss Singles Chart      | 1                 |
| UK Singles Chart         | 2                 |